# Hello! "Z"
『Hello! "Z"』（ハロー! ズー）は、ねごとのミニアルバム。2010年9月29日にKi/oon Recordsから発売された。「Hello！」は、デビュー1枚目ということから「はじめまして」、「"Z"」は、当バンド名にかけて睡眠中の意の「Z」、さらに「（アルファベットの）最後尾」ということから、「終わりの始まり（新しいねごとの始まり）」という意味合いが込められている。

## 解説
「閃光ライオット2008」において披露された「ループ」を筆頭に、全6曲を収録。
初回限定仕様はカラートレイ仕様。また、メンバーオリジナルデザインのメッセージプリントが施されている(全4種中1種)。

## 収録曲
全作曲：沙田瑞紀、蒼山幸子
1. ループ
(作詞：蒼山幸子)
テレビ東京系「JAPAN COUNTDOWN」の2010年10月度エンディングテーマ。
2. 透き通る衝動
(作詞：蒼山幸子)
3. ワンダーワールド
(作詞：蒼山幸子)
4. うずまき
(作詞：蒼山幸子)
5. NO
(作詞：沙田瑞紀、藤咲佑)
6. 夕日
(作詞：蒼山幸子、沙田瑞紀)